# 本望でございます〜芸人魂の詩Part II〜/○あげよう
「本望でございます〜芸人魂の詩Part II〜/○あげよう」（ほんもうでございます げいにんだましいのうた パート・ツー/マルあげよう）は、テレビ朝日系バラエティ『内村プロデュース』発のユニット･NO PLANの1枚目のシングル。
2004年4月14日にキューンレコードより両A面シングルとして発売。CDはコピーコントロールCD（レーベルゲートCD2）仕様である。

## 解説
アルバム『NO PLAN』から4か月後に発売された、NO PLANの2作目のCD作品である。
「本望でございます〜芸人魂の詩Part II〜」は、「芸人魂」をテーマにした、『NO PLAN』収録の「前略、露天風呂の上より〜芸人魂の詩〜」の続編的な楽曲。
「○あげよう」は、映画『クレヨンしんちゃん 嵐を呼ぶ!夕陽のカスカベボーイズ』のエンディングテーマ。NO PLANメンバーは同作劇中に本人役として出演し、声優を務めている。
2004年4月23日放送の『ミュージックステーション』に出演、2曲をメドレーで披露。
2004年7月発売のライブDVD『「今日だけ勘違いしていいですか!?」LIVE』に、両曲のミュージック・ビデオが特典映像として収録されている。
2021年5月に『お願い!ランキング』にて行われた好きな歴代クレヨンしんちゃんの主題歌をファンが投票する企画「みんなのアニソンベスト15 クレヨンしんちゃん編」にて10位を獲得した。

## 収録曲
1. 本望でございます〜芸人魂の詩Part II〜 [3:44]
  - 作詞:内村光良とゆかいな仲間達&榎土敦之&井田実
  - 作曲・編曲:都志見隆
2. CD版内Pノーカットクイズ [3:38]
  - BGMにふかわりょうによる「トルコ行進曲」ピアノ演奏が流れる。
3. ○あげよう [3:54]
  - 作詞:内村光良とゆかいな仲間達&牧穂エミ
  - 作曲・編曲:佐藤泰将
4. 本望でございます〜芸人魂の詩Part II〜（カラオケ） [3:44]
5. ○あげよう（カラオケ） [3:54]

## 収録アルバム
「本望でございます〜芸人魂の詩Part II〜」「○あげよう」ともに、NO PLANのアルバムには収録されていない。
「本望でございます〜芸人魂の詩Part II〜」
- お笑い芸人の楽曲を集めたコンピレーション・アルバム『お笑いGOLDEN☆BEST』（2010年4月28日、ソニー・ミュージックダイレクト）に収録[4]。

 「○あげよう」
- 『クレヨンしんちゃん TV・映画 主題歌集だゾ』（2009年1月21日、コロムビア） 2枚組ディスク2に収録。
- 『プリッと!こんぷりーと クレヨンしんちゃん30周年記念テーマソング集』（2022年11月30日、コロムビア）4枚組ディスク3に収録。